# NGC 6585
NGC 6585 је спирална галаксија у сазвежђу Херкул која се налази на NGC листи објеката дубоког неба.
Деклинација објекта је + 39° 38' 0" а ректасцензија 18h 12m 21,9s. Привидна величина (магнитуда) објекта NGC 6585 износи 12,9 а фотографска магнитуда 13,7. NGC 6585 је још познат и под ознакама UGC 11159, MCG 7-37-24, CGCG 227-20, IRAS 18107+3937, PGC 61553.